# Mattias Jonson
Mattias Jonson (Kumla, 16 de Janeiro de 1974) é um futebolista sueco. Atualmente joga no Djurgården